# 아데나워플라츠역
아데나워플라츠역(U-Bahnhof Adenauerplatz)은 베를린 샤를로텐부르크빌머스도르프구 샤를로텐부르크에 있는 U7의 역이다. 1978년 4월 28일에 개업했다. 역사는 쿠르퓌르스텐담과 루이셤슈트라세(Lewishamstraße)의 교차점에 설치되어 있다. 2019년 2월 1일부터 엘리베이터가 운영 중이다. 엘리베이터 설치에는 약 110만 유로의 예산이 소요되었다.
아데나워플라츠 일대에 도시 철도 승강장을 건설할 계획은 1913년부터 존재했다. 쿠르퓌르스텐담을 통과하는 현재의 U1 노선은 울란트슈트라세역에서 서쪽으로 연장되어 아데나워플라츠 일대를 경유하여 테오도어호이스플라츠역까지 연장할 계획이 있었다. 해당 연장 계획은 실현되지 않았지만, 계획 자체는 계속 존치되었기 때문에 1970년대에 U7 노선을 건설하면서 U7 승강장 아래쪽에 선시공부를 마련해 두었다.
2004년에 보수 공사가 진행되었다. 역 천장과 기둥이 밝은 재질로 변경되었고 바닥은 화강암 재질로 변경되었다. 건설 당시의 역사는 라이너 륌러가 설계했지만, 보수 공사를 진행하면서 건설 당시의 디자인 요소의 다수가 변경되었다.
베를린 버스 X10, M19, M29, 109, 110, 310번과 환승할 수 있다.

## 인접 철도역
| 베를린 지하철                                  | 베를린 지하철 | 베를린 지하철               |
| ---------------------------------------------- | ------------- | --------------------------- |
| 빌머스도르퍼 슈트라세 라트하우스 슈판다우 방면 | U7            | 콘스탄처 슈트라세 루도 방면 |